# Strasburg, Vorpommern-Greifswald
Strasburg (cũng viết: Strasburg (Uckermark)) là một town trong huyện Vorpommern-Greifswald (trước thuộc huyện Uecker-Randow), trong bang Mecklenburg-Western Pomerania, Đức. Đô thị này có cự ly 16 km về phía tây Pasewalk, và 33 km về phía đông của Neubrandenburg.
Đô thị này có diện tích 86,83 km2, dân số cuối năm 2006 là 5934 người.